# Краснов, Валериан Семёнович
Валериан Семёнович Краснов (20 января 1901 — 14 апреля 1989) — советский учёный в области механизации и электрификации животноводства, член-корреспондент ВАСХНИЛ (1956).

## Биография
Родился в Кашире Тульской губернии (ныне Московской области) в семье почтового работника. Среднее образование получил в реальном училище. В 1920—1921 работал электромонтёром на строительстве Каширской ГЭС. Окончил Московское высшее техническое училище (1927).
- 1927—1931 инженер-прораб и старший инженер Электросельстроя НКЗ СССР,
- 1931—1941 старший научный сотрудник, с 1937 руководитель лаборатории механизации и электрификации ВНИИ электрификации сельского хозяйства.
- 1941—1942 служба в РККА, работал в Управлении оборонных работ НКО СССР.
- 1942—1957 заместитель директора по научной работе ВНИИ механизации сельского хозяйства.

В 1946—1950 по совместительству зав. кафедрой механизации и электрификации сельскохозяйственного производства Московского зооветеринарного института (с 1948 Московская ветеринарная академия), с 1947 по 1968 г. профессор этой кафедры.
С 1957 года во ВНИИ электрификации сельского хозяйства: заместитель директора по научной работе (1957—1973), заведующий отделом электрификации и механизации животноводства (1973—1976), заведующий отделом комплексной механизации и электрификации молочных ферм и комплексов (1976—1977), исполняющий обязанности заместителя директора по научной работе (1977—1981), заведующий (1981—1983), старший научный сотрудник (1983—1985) лаборатории технологических линий доения и первичной обработки молока, внештатный консультант (1986—1989).

## Награды и звания
Кандидат технических наук (1947), член-корреспондент ВАСХНИЛ (1956).
Лауреат Сталинской премии (1949 — за создание трёхтактной доильной машины), премии Совета Министров СССР (1978 — за работы по механизации водоснабжения). Награждён орденом Ленина (1981), 2 орденами Трудового Красного Знамени (1949, 1954), орденом «Знак Почёта» (1966), 10 медалями СССР, медалями ВСХВ и ВДНХ.

## Научная деятельность
Участвовал в создании многих новых машин для использования в животноводстве.
Получил 15 авторских свидетельств и патентов на изобретения.

### Публикации
- Комплексная механизация трудоемких работ на животноводческих фермах. — М.: Знание, 1953. — 48 с.
- Комплексная механизация животноводства и перспективы электроснабжения сельского хозяйства по зонам Новосибирской области. — М.: Изд-во МСХ СССР, 1958. — 36 с.
- Автоматы в поле / соавт. Ю. И. Альперович. — М.: Сов. Россия, 1962. — 119 с.
- Механизация производственных процессов на животноводческих фермах: учеб. пособие для сел. проф.-техн. училищ / соавт.: Л. Я. Кашеков и др. — 5-е испр. и доп. изд. — М.: Сельхозиздат, 1963. — 479 с.